# だぶるじぇい
『だぶるじぇい』（double-J[dʒei]）は、原作：野中英次、漫画：亜桜まるによる日本の漫画作品。『週刊少年マガジン』（講談社）2009年34号から2011年48号まで連載された。

## 概要
野中英次と亜桜まるのコラボレーション漫画。キャッチ・コピーは「のほほんゆかいガールズ（＋男子1名）マンガ」、「合体事故マンガ」。
内容は原作者野中の作風が強く出た脱力系ギャグ漫画だが、野中の漫画がほぼ男性キャラのみなのに対し、本作の登場人物は大半が女子高生で、亜桜の可愛らしい絵柄で描かれている。2人は直接は会わず（連載開始時にもまだ会ったことがなかった）、担当編集が間をとりなしている。登場人物の数人は明らかに画風が異なり、端役には野中風に描かれたキャラが登場することもある。
野中の作品にしては珍しくストーリーがきちんと完結している。
タイトル「だぶるじぇい」は、野中が好きなプロレス団体の「WJ」からとっているとされる。主人公の通うナガシマ高校の校名はWJプロレス専務取締役永島勝司に由来する。
サブタイトルは、名台詞・慣用句・商品名などをもじって「伝統」の言葉をいれたものになっている（たとえば第1話は「新連載おめでとう」から「新連載おめ伝統」）。話数カウントは「第×話」。ときたま1回分が2話構成となっており、「第×の①話」「第×の②話」（○の中に1・2）となる。
第4巻の帯にて告知され、2011年6月28日より「ユルアニ?」内でテレビアニメ化された。

## あらすじ
主人公の宇佐美はじめは念願だったナガシマ高校に入学する。この高校では部活が必須だったために友達の有馬小夜と帰宅部を探していると、一際目を引く名前の部を見つける。その部の名は伝統芸継承部。何だか意味が分からなかったが、彼女達は吸い込まれるように入っていった。そして、ますます意味が分からなくなった。

## 登場人物
登場人物の名前は、歴史上の人物から取っていることが多い。

### 伝統芸継承部

#### 主な登場人物
宇佐美 はじめ（うさみ はじめ）
声 - 大橋歩夕
本作の主人公。素直で前向きな性格をした少女で、髪は茶髪（テレビアニメは水色）のショートカット。15歳。
友達の小夜と帰宅部を探していたところ、伝統芸継承部の存在を知り、その後入部した。
越中師匠にカマボコ板の曲面を削り出す、一子相伝の伝統芸を伝承されることになる。
実は野球オタクで、特に80年代の選手に詳しい。
母子家庭で、母親は内職をしており、家は貧乏。
鳥羽部長と共に看板デザインのバイトを始めたが、今でも続けているのかは不明。後に引越し業者でもバイトをしている。地べたに座るとガニ股にしていることが多い。
有馬 小夜（ありま さよ）
声 - 加藤英美里
はじめの友達の少女。明るく活動的な性格で、言いたいことはハッキリと言うタイプ。髪はピンク色のロングヘアで、片側をリボンで纏めている。劇中では主にツッコミ担当。
はじめと一緒に帰宅部を探していたところ、同じく伝統芸継承部の存在を知る。
後述にあるようにナガシマ高校は部活が必須であるはずなのだが、なぜか無所属であり正式に入部はしていない。
入部はしていないが、いつも部室に入り浸っているので完全に馴染んでいる。
食いしん坊であり、何かを食べていることが多い。
プロレスが好き。
長宗我部 彩（ちょうそかべ あや）
声 - 佐藤奏美
副部長。優しくおしとやかな性格の少女で、緑がかった黒髪のロングヘアと大人っぽい容姿が特徴。首にほくろがある。
はじめ達に最初に声をかけた人物で、自己紹介のための名刺を持っている。
将来は漫画家を目指しているようで漫画好きであり、元々マンガ研究部に入部を希望していたが絵心が無く入部が認められなかった。
おみくじの運勢を書く伝統芸を継承している。
佐々 マリア（さっさ マリア）
声 - 小見川千明
小柄で口数の少ない少女で、薄い茶色のロングヘアにリボンを付けている。瞳は半開き。
家は代々つまようじの溝を彫る職人の家系で、部員達からは「つまようじさん」と呼ばれることもある。
北条 絵馬（ほうじょう えま）
声 - 竹達彩奈
眼鏡をかけた少女。髪型は黒髪のロングヘアで、ヘアバンドをつけておでこが見えるようになっている。生真面目で融通の利かない性格ゆえかやや手厳しいツッコミ役となっている。
彼女なりに部の維持と発展を考えており、部費の徴収に厳しい。
雨樋職人の娘で腕は確かだが、雨樋の存在価値が部員たちにもいまいち伝っていないことに悩む。
鳥羽 一郎（とば いちろう）
声 - 檜山修之
部長。男子生徒。
鳥羽僧正の子孫であり、鳥獣戯画を継承している。ただし現実の鳥獣戯画が絵巻4巻に渡る長編なのに対して彼が実際に継承しているのはカエルの絵のみで彼自身もそれで完結していると認識している。現代風にアレンジを加えた鳥獣戯画で「テヅカ賞」入選を目標としている。また、鳥獣戯画を描くときにはクラシックからヒップホップまで、わりと幅広いジャンルの音楽を聴いている。ラジオも好きなようだがインターネットは全くやっていない。
先祖代々受け継がれてきた画風を大切にしており、流行に阿らないこだわりを持つ。ゆえに入学当初は長宗我部と共にマンガ研究部に入部しようとしていたが、「漫画の決められた書き方」を押し付ける態度に怒りを感じたため断念した。一方でやや神経質な面もあり、原稿を提出しに会社訪問した時に逃げ出したことがある。
人間的包容力は大きく、来るものは拒まずの姿勢である。それゆえか女子には結構モテる。また、鳥にも好かれすぎるのか嫌われているのか、やたら寄りつかれてしまう。
異常にサッカーが上手く将来を嘱望されるほどの実力をもつ反面、野球に関する知識はない。
周囲とは異なり、『横山光輝三国志』の劉備玄徳を思わせるタッチで描かれている（キャラ紹介によると苦労性のせいらしい）。
自宅は、外観は部屋が一つしかない小屋に見えるが、複数部屋があることが確認できる。
家の経済を支えており、かつては運送会社で働いていたがリストラされ、看板屋に採用される。その後班長になる。
真田 静馬（さなだ しずま）
声 - 広橋涼
どこかミステリアスな雰囲気の少女で、一房だけを伸ばしたショートヘアと鋭い目つきが特徴。
「ヤマガラおみくじ」という動物芸を継承している（実在した芸だが実際にはほぼ断絶している）。鳥を扱う伝統芸の継承者としてもって生まれた才能なのか、訓練されていない野鳥でも従えることができるという特殊能力を持つ。
6巻によれば、「副部長とは同級生で仲良しらしい。」とあり、3年生であることが判明するが、最終話の最後のコマにも部室で姿を見せて活動をしている。
K子（ケーこ）
マスク職人。
常に覆面レスラーのような覆面をしているが、作るのは覆面のマスクではなく、衛生用のマスクである。抜群にグラマーな体型をしている。
正体は長宗我部であり、覆面をしている理由は厳しい家柄からひとときの解放を得るためと思われる。
徳川 蛍（とくがわ ほたる）
常に忍装束を着ている少女。髪型は黒髪のポニーテール。
忍者道具を作っている忍者職人。作った品物の行く先は本人も知らなかったが、張り込みの結果、運送会社が営業所に配送していた。
津軽 あいり（つがる あいり）
紙切り職人。表向きは十代にして紙切り芸の全てを継承したとされている。が、本当は技術を全くといいほど持ってなく、台形しか切ることしかできないため、同じネタで強引に押し切る太さに芸の本質がある。
平賀 素子（ひらが もとこ）
溶接の技術を継承している部員。しかし文武両道であるため、他の部にも所属している（そのため、部内ではアルバイト扱いとなっている）。
幼いころからシールドガスを着用しているため、人前では恥ずかしくて外すことができず、「衝撃的な一言を言われた」という理由から、鳥羽に好意を抱いている。
第1話で「何だかわからないけど何かをしている人」として登場し、欄外紹介などにも現れていたが、第42話にて名前が明らかになった。
また、離れているものは何でも持ち前の技術で接合したがる癖がある。
小早川 さくら（こばやかわ さくら）
和服のような制服を着た少女。先祖代々、サクラの仕事を継承しており、「仕事の時以外はあまり目立ってはいけない」という理由から普段は気配を消している。そのため、周りからは存在自体は気づかれていない。
夏目 つらら（なつめ つらら）
エアコン取り付け職人。常にツナギの下にビキニを着ている。
羽柴（はしば）
猿回し職人。彼女のしつけている猿は知能が高く、それゆえに悪戯が度を過ぎているため手を焼いている。
越前屋 さとり（えちぜんや さとり）
頭に九尾の面をつけた少女。イタコの仕事を継承している。
宮本 極（みやもと きわめ）
マクラ職人。マクラを棒で叩いてほぐし、寝ごこちをよくする職人。マクラたたき専用の棒は豊登山の頂に生えている天然杉で出来ており、これ以外ではいい寝ごこちにはならないという。
第83話（5巻）から登場。
芦名 すずり（あしな すずり）
タイムマシーン職人。ハンドルの部分のみを作っているという。タイムマシーン自体は実用レベルではないため公表はしていない。
第85話（5巻）から登場。
甲斐 レイカ（かい レイカ）
カレー職人。目つきが鋭い。普通にカレーを作るだけだが、本人によると人の好みが千差万別であるためにとても奥深く難しいものであるという。
第87話（5巻）から登場。
甲斐（かい）
シチュー職人。目つきが鋭い。普通にシチューを作るだけだが、本人によると人の好みが千差万別であるためにとても奥深く難しいものであるという。甲斐レイカと見た目は同じに見えるが佐々は別人だと強弁し、血縁関係も不明。
第88話（5巻）から登場。
百武 誉（ひゃくたけ ほまれ）
カウンセリング職人を名乗る。（厳密にはカウンセラーや相談員などの表現がされるが、多分野で用いられるため、セラピストやコンサルタントというように称することは業種や職種に関係なく可能である。）劇中で、70件以上同ケースの相談内容の結論のうち、わずか30パーセントが「気のせい」という根拠で、「気のせい」と断定するなど、他の職人と同じく押し切ってしまう。キャラクター紹介ではカウンセリングキャンセラーとまで書かれているが、スプーン曲げを万有引力を引き合いに出し、「科学や文明の進歩を阻害するだけなので、役に立つかどうかより認めるべき」と講釈して認めさせる面も見せる。祖母は百武誉の父である息子ヤスオと他人の区別がつかず、公園で待ち伏せしている。
第94話（6巻）から登場。
西園寺 まりく（さいおんじ まりく）
超能力職人。「きょん」という擬音を超能力使用の前に出す。スプーン曲げや、テレポーテーション（厳密には瞬間移動ではなく物体移動の念動力である。）を使うとき、グラスを装着する。なお、物体移動の重さは「手で持ち上げられるまで」が限界。
第96話（6巻）から登場。
宍戸 錠（ししと じょう）
錠前職人。防犯のために世界最強の鍵を部室に取り付けてしまう。しかし、部室の外に取り付けた鍵であるが、なぜか中に入ったまま閉じ込められる奇妙な鍵であり、暗証番号を設定したであろう本人もなぜかそれを教えなかった。
第97話（6巻）から登場。

#### 部によく現れる者
宇田間 蔵夫（うたま くらお）
鳥羽一郎に弟子入りした、眼鏡の男子中学生。純粋な性格で鳥羽への心酔が深い分、他の部員たちへの態度にはやや無神経なところがある。かなりの天然ボケでもあり、鳥獣戯画とエジプト壁画を間違えるという、とんでもない勘違いをしてしまっている。
44話（3巻）から登場。
ゴリラ
第63話（4巻）からの着ぐるみ編で、部員の誰かが中に入った着ぐるみであるかのように登場して以来、伝統部に紛れ込んでいるが、その正体は不明。
キャラクター紹介では「ただのゴリラの気も」と本物の可能性も指摘されている。
4巻の表紙はカバーが彩とK子なのに対し、カバー下には2頭のゴリラが描かれている。

### マンガ研究部
葛飾 北欧（かつしか ほくおう）
部長。詰襟の制服にブーツを履き、短めのマントを羽織っている。家はお金持ち。
葛飾北斎の子孫であるため絵の才能があり、高校生にして「明智光秀 IN NY」というギャグ漫画（画は弘兼憲史調）を連載しており、業界内でも人気作家としての地位を築いている。アシスタント確保を兼ねた後進指導のため、マンガ研究部に寄付をしている。貧乏な女性に萌える美男子。
姉小路 まこま（あねこうじ まこま）
部員。小柄な体格で、眼鏡をかけた女子生徒。葛飾の右腕的な存在。

### 漫才研究会
フランソワーズ 坂井（フランソワーズ さかい）
声 - 小林ゆう
部長。ハーフの少女。そばかすがある。ただし、初掲載時の2009年50号では、髪はパーマがかかっていないストレートヘアで、そばかすが存在せず、瞳にはトーンが貼ってあり、制服はセーラーカラーの上着に大きなボタンで前を止めるブラウスといった風貌で、修正前とは随分異なっている。妥協を許さずネタの質を重視し、厳しく古風な姿勢で笑いに臨んでいるが、そのセンスはかなり微妙。ネタの間は相方の隈部と同じ触覚風のカチューシャをつけている。ピンの時のとっておきのネタは「石灯籠」。鳥羽部長に惚れている。
ハガキ職人でもあり、部活以外でも地道に活動している。
伝統芸継承部には度々顔を出しているが、2011年10号のキャラクター紹介によれば「元・漫才研究会部長だが、何だかんだと伝統部に。」とあり漫才研究会は辞めてしまった模様。
本城（ほんじょう）
副部長。頭にハチマキを巻いている。
隈部 チカ（くまべ チカ）
坂井と共に「フランソワーズ」というコンビを組んでいる、眼鏡をかけた少女。華が無いと感じ、ネタの間は触覚風のカチューシャを付けている。
三刀屋 みなと（みとや みなと）
部員。鳥羽一郎の父親をTV局のプロデューサーと間違えた人物。
一色 佐奈（いっしき さな）
頭に若葉マークをつけた少女。口調は冷静で物静か。とっておきのネタは「紙芝居式あるあるネタ」。大道寺とコンビを解消したがっている。
大道寺（だいどうじ）
一色の相方。劇団出身のため、高いテンションで声をはる。本人はまだ登場していない。

### 部員の家族
宇佐美はじめの母親
声 - 松来未祐
本名は不明。妖艶な美貌の女性で、はじめを女手ひとつで育てている。クールで世慣れた性格。
様々な内職をしており、その中には何故か一子相伝のはずの伝統芸もある。
鳥羽一郎の父親
声 - 銀河万丈
本名は不明。周りのタッチとは違う本宮ひろ志調の画風で描かれている。
豊かな鬚髯と体躯が古代中国の武将関羽（というか『天地を喰らう』）を想起させる風貌の人物で、常にベレー帽を被っている。
一族の伝統を背負う厳格な師父として、息子の画業を真摯に見守り続ける一方で、実は現代風の絵も描ける。
見かけによらず天然ボケな性格。
フランソワーズら一部の漫才研究会部員には、テレビプロデューサーのスガちゃんだと思われている。
鳥羽 豊（とば ゆたか）
声 - 石原夏織
鳥羽一郎の妹。小学生。髪をピンで留めている。家事もこなすしっかり者で、ある意味一家の大黒柱。
頼まれたらイヤとは言えない性格。頼んだらイヤとは言わせない性格。
兄の描く鳥獣戯画に疑問を抱きつつ、目指すべき方向性を心配する健気な性格。
至って普通の美少女であり、家族で唯一画風に三国志縛りがない。
外見パロディはないが、劇画『実録WJ「地獄のど真ん中」』（原田久仁信著）の「カ……カテエ……!! まるで溶岩石のように凝り固まった長州のアタマ！」というセリフをパロディしたことがあるほか、『頭文字D』タッチの漫画を描く。
佐々 イヴ（さっさ イヴ）
佐々マリアの双子の妹。姿は区別がつかないほどにそっくりだが、性格はしっかり者である。
黒電話のコードをねじる伝統芸を継承している。なお、さらにもう一人妹がいる。

### 小学校
相良（さがら）
鳥羽ゆたかのクラスメイト。眼鏡をかけた知的な雰囲気の男子。漫画に対しては並外れた知識と観察眼を持ち、漫画家のことを作家と呼ぶ。何千冊もの漫画を所有しており、国内では持っていない漫画は無いと自負するほどだが、その見方はやや屈折しており、的確ながらシニカルな物言いが多い。ゆたかが見せた兄の漫画の評価を定められず困惑している。
黒田 あいん（くろだ あいん）
鳥羽ゆたかの友人。コミックス3巻によれば、とりあえず人の話は最後まで聞く性格であるという。

### つまようじ職人
佐竹（さたけ）
つまようじに使われる木材を調達している少女。山奥に住んでいる。佐々と親交がある。
結城（ゆうき）
木材をつまようじの元となる大きさに切り分ける仕事をしている少女。山奥に住んでいる。佐々と親交がある。
宇都宮（うつのみや）
つまようじの先を尖らす仕事をしている少女。山奥に住んでいる。佐々と親交がある。
ただし第1話で佐々ははじめに対し「つまようじの先を尖らすのは機械でやるので（職人は）必要はない」と言っていた。

### 職人フェスタ出場者
銀 巴里（ぎん ぱり）
シンマ高校の女子高生。職人芸推進部に所属している。何の職人芸を推進しているのは明らかにされていないが、そろばんを所持していることからそろばんに関わる職人芸を推進していると思われる。
なお在籍する高校は、雑誌掲載第72話では「シンマ高校」、第73話では「カツヒコ高校」となっていたが、単行本（5巻）では「シンマ高校」に統一された。
斉藤（さいとう）
職人フェスタに出場していたはた織り職人。フェスタには青いトランクスで出場。
鈴木（すずき）
職人フェスタに出場していたガラス工芸職人。フェスタには赤いトランクスで出場。

### その他
石川 小町（いしかわ こまち）
サッカー部の女性顧問。担当している教科は数学。
越中（こしなか）
声 - 後藤ヒロキ（じじい）
カマボコ板の曲面を削り出す、一子相伝の伝統芸の職人。はじめの師匠。副業で表札作りもしている。
野中英次風のタッチで描かれている。
占い師
声 - 広橋涼
本名は不明。元OL。「人生でどうしたらいいかわからなくなった人たちを救いたい。」と言う気持ちから占い師になった。お客さんがいないときは大体『相棒』の再放送を見ている。鳥羽一郎やフランソワーズ坂井の相談に乗っている。
南条 うらら（なんじょう うらら）
とある出版社の少年誌編集部で働いている新米の編集者。北欧の担当をしている。過激なファッションをしていて、打ち合わせの時でもへそ出しルックを着ている。駆け出しだけに仕事への向上心は強いが、力が入りすぎて空回り気味。
伊達 ゆうじ（だて ゆうじ）
そば屋で鳥羽部長のバイト面接に同席した人物。中学から野球をやっており、120キロのストレートとフォークボールを投げられる。
ヒラタ
鳥羽部長がアシスタント面接に行った漫画家。付き添いの部員たちの特技をいかし、役立てようとするオープンな性格。
田北 コージ（たきた コージ）
モヒカン頭をしているヒラタのアシスタント。祖父がつまようじ職人でつまようじの先を尖らせるのが得意。

## 用語
ナガシマ高校
本作の舞台となる高校。生徒は部活動が必須。
本作の登場キャラクター達は同じ高校でありながら、ほぼ全員が異なる制服を着用している。
伝統芸継承部
文化の火を消さぬように、伝統芸を継承するための部活。
なお、第一話では能面職人や宮大工職人、畳職人、溶接機材を用いてなにかをしている人、などの部員が登場していたが、後に彼らはバイト（いる時といない時がある）であることが判明した。
マンガ研究部
葛飾北欧、姉小路まこまが所属する部活。北欧の寄付のおかげで、部員は無条件で美術の単位がもらえる。
漫才研究会
坂井、本城などが所属する部活。普通に漫才をするだけではなく、関西弁講座などもしている。
職人フェスタ
東京ドームにて行われる職人の祭典であり、職人の技を競い合う戦いの場。いろんな職人が公平に競い合えるように、格闘技やマラソンなど、職人芸とは全く関係ない方法で勝敗を決める。
職人芸推進部
銀巴里が通う、カツヒコ高校にある部活。具体的な内容は不明。

## 単行本
- 原作：野中英次、漫画：亜桜まる 『だぶるじぇい』 講談社〈講談社コミックス〉、全6巻
  1. 2010年1月15日発売、ISBN 978-4-06-384242-5
  2. 2010年6月17日発売、ISBN 978-4-06-384317-0
  3. 2010年11月17日発売、ISBN 978-4-06-384402-3
  4. 2011年5月17日発売、ISBN 978-4-06-384493-1
  5. 2011年7月15日発売、ISBN 978-4-06-384523-5
  6. 2011年12月16日発売、ISBN 978-4-06-384604-1

カバー下の表紙絵は、カバー表紙のキャラ（亜桜まるによる）と同じキャラを野中英次が描いている。
なお、2009年37号第4回の掲載時、前号と同じ第3話と表記ミスがあり、42・43合併号掲載の第9話に「もう話数間違えないぞ」のコメントが記載されていたが、コミックス第3巻で第52話「都伝統司ヶ谷駅」が目次では「都伝統司ヶ谷」と異なった表記があり、（マガジン掲載時は「都伝統司ヶ谷駅」であり目次側が脱字している。）第53話「伝統ハウス」は『第5話』とミスが見られる。

### 単行本追加ページ
特別寄稿 らぶのな
野中英次作画の、エッセイ風4～5コマ漫画。3巻までに収録。
ムダ絵放出コーナー
「ムダ絵」とは、本編でタイトルバックとなっている、キャラクターの絵。本編ではトリミングされている「ムダ絵」が全身載り、キャラクター解説が添えられる。

## テレビアニメ
2011年6月28日放送第12話より日本テレビ系「ユルアニ?」内にて放送。第7話は実写映像で放送。

### スタッフ
- 原作 - 野中英次、亜桜まる
- 編集 - 三浦敏宏、冨士川哲也
- 音楽制作 - SLF!!
- キャラクターデザイン - 亜桜まる
- エンディング作画 - らっパル
- アニメーション協力 - 旭プロダクション
- 撮影協力 - 品川エトワール女子高等学校
- 監督 - 谷東

- ナレーション - 銀河万丈（第7話）

### 主題歌
「ワニとシャンプー」（第1-10話）
作詞・作曲・編曲 - 前山田健一 / 歌 - ももいろクローバーZ
挿入歌「今日の日はさようなら」（最終話）
歌 - 宇佐美はじめ（大橋歩夕）、有馬小夜（加藤英美里）、長宗我部彩（佐藤奏美）、佐々マリア（小見川千明）、北条絵馬（竹達彩奈）、真田静馬（広橋涼）、フランソワーズ坂井（小林ゆう）、鳥羽ゆたか（石原夏織）

### 各話リスト
| 話数   | サブタイトル                                | 脚本                                                      | 演出     | 作画                                         |
| ------ | ------------------------------------------- | --------------------------------------------------------- | -------- | -------------------------------------------- |
| 第1話  | 伝統・オア・アライブ                        | 谷東                                                      | -        | 斉藤晃弘、佐藤光夫 森田飛助                  |
| 第2話  | パーマ伝統・バケーション                    | 谷東                                                      | -        | 斉藤晃弘、佐藤光夫 森田飛助、宮本房枝        |
| 第3話  | 伝統デリバティブ                            | 谷東                                                      | -        | 斉藤晃弘、佐藤光夫 森田飛助、宮本房枝        |
| 第4話  | 株式伝統公開                                | 谷東                                                      | -        | 佐藤光夫、大宮一仁 佐藤拳、大山裕之 中村勇介 |
| 第5話  | ア伝統 プリーズ！                           | 谷東                                                      | -        | 佐藤光夫、佐藤拳 大山裕之、中村勇介          |
| 第6話  | うっかり滑って伝統                          | 増本庄一郎、谷東                                          | -        | 佐藤光夫、佐藤拳 大山裕之、中村勇介          |
| 第7話  | 暮らしの伝統芸 江戸より伝わるガラス工芸の技 | 増本庄一郎、藤森俊介 中野守、谷東                         | -        | 佐藤光夫                                     |
| 第8話  | その件は伝統中です                          | 増本庄一郎、熊本浩武 中野守、谷東                         | -        | 佐藤光夫、佐藤拳 大山裕之、中村勇介          |
| 第9話  | 伝統腺が腫れた                              | 中野守、大橋隆昭 井上勝哉、中村悠 篠原由佳里、荻利恵 谷東 | 博史池畠 | 佐藤光夫、佐藤拳 大山裕之、中村勇介          |
| 第10話 | 伝統英二                                    | 谷東                                                      | 博史池畠 | 佐藤光夫、大宮一仁 国領恵実香                |
| 最終話 | 首相伝統所感                                | 中野守、谷東                                              | -        | 佐藤光夫、大宮一仁 佐藤拳、大山裕之 中村勇介 |